# Barza
Barza è una frazione geografica del comune italiano di Ispra posta nell'entroterra a sudest del centro abitato, nelle vicinanze della località gemella di Barzola, 

## Storia
Fu un antico comune del Milanese.
Registrato agli atti del 1751 come un borgo di 102 abitanti, nel 1786 Barza entrò per un quinquennio a far parte dell'effimera Provincia di Varese, per poi cambiare continuamente i riferimenti amministrativi nel 1791, nel 1798 e nel 1799. Alla proclamazione del Regno d'Italia nel 1805 risultava avere solamente 83 abitanti, avendo subito un fenomeno di emigrazione a favore dei più dinamici centri vicini. Fu così che nel 1809 la minuscola comunità, non potendo più permettersi un ordinamento autonomo, fu soppressa con regio decreto di Napoleone ed annessa per la prima volta al comune di Ispra. Il Comune di Barza fu però ripristinato con il ritorno degli austriaci, e l'abitato cominciò a riprendersi, tanto che nel 1853 risultò essere popolato da 176 persone, salite a 213 nel 1861. Dopo una leggera crescita demografica nella seconda metà del XIX secolo, all'inizio del nuovo secolo le scarse dinamiche economiche favorirono nuovamente l'emigrazione. Fu quindi il fascismo a decidere nel 1928 di riproporre l'antico modello napoleonico, e stabilire l'annessione ad Ispra.